# Эвника
Эвника — балет в 2 действиях, поставленный Михаилом Фокиным в 1907 году в Мариинском театре по сценарию графа Стенбок-Фермора на музыку А. В. Щербачева. В основу сюжета положен исторический роман польского писателя Генрика Сенкевича «Камо грядеши?» из жизни Древнего Рима.

## История постановки
Балет был поставлен 10 февраля 1907 года Михаилом Фокиным для благотворительного концерта, даваемого труппой Мариинского театра в пользу Общества защиты детей от жестокого обращения. Член этой организации В. З. Дандре обратился к М. Фокину с просьбой устроить благотворительный вечер. Как и все благотворительные спектакли, балет был экономен, для него не делались новые декорации и костюмы. В тот же вечер после «Эвники» был показан также поставленный Фокиным балет «Шопениана».
Оба балета были одним из первых опытов начинающего балетмейстера, в которых явно были обозначены новые тенденции в балетном искусстве, связанные с его именем. Балет в это время находился в кризисе. Императорская сцена располагала множеством прекрасно подготовленных танцовщиков, опытных и молодых, уже заявили о себе новое поколение художников оформителей, прославивших русское изобразительное искусство начала XX века. В то же время хореография после создания шедевров «Лебединого озера», «Спящей красавицы» и «Раймонды» находилась на перепутье. Видимо кризис был очевиден для многих, поэтому вся труппа, и заслуженные звёзды сцены и молодёжь, с небывалым энтузиазмом включилась в работу над постановкой. Слухи о том, что готовится нечто небывалое, опережали постановку, и публика с нетерпением ждала спектакль.
Женские партии, для которых были поставлены интересные танцы, исполняли ведущие балерины театра: в роли Эвники — Матильда Кшесинская, в роли Актеи — Анна Павлова. В мужских партиях, преимущественно мимического характера, выступили П. А. Гердт — Петроний и А. Д. Булгаков — Клавдий. Критика особенно отмечает колоритность фигуры Гердта, внешние данные которого, природная стать, благородство манер, отвечали роли патриция.
Балет имел значительный успех. Известный критик В. Светлов стал одним из активных поклонников Фокина и написал рецензии о спектакле во многие газеты.
16 февраля 1908 года он был возобновлён, опять как благотворительный спектакль. Во второй постановке Кшесинская не участвовала, её роль перешла к Анне Павловой, а партию Актинии исполнила Тамара Карсавина. С 12 марта 1909 года вошёл в репертуар театра. Тогда для балета были сделаны декорации и костюмы, выполненные по эскизам О. К. Аллегри и начинающего художника М. П. Зандина. Однако к этому времени новизна балета уже не звучала столь остро, успех постановки был умеренным и балет продержался на сцене только до 1915 года. В том же году А. А. Горским по тому же роману Сенкевича был поставлен балет «Эвника и Петроний», в этом балете использовалась музыка Ф. Шопена.

## Сценарий балета
Идея балета и основная схема сценария были разработаны графом Я. И. Стенбок-Фермором. Сюжет взят из увидевшего свет в 1896 году романа Генрика Сенкевича «Quo vadis?»(Куда идешь?), латинское название которого в ряде русских переводов передаётся по-древнерусски «Камо грядеши?». Действие происходит в Риме времён императора Нерона. Роман рисует колоритные и исторически достоверные картины жизни древнего Рима, включая знаменитый пожар. Сценарист, однако, намеренно отказался от массовых уличных сцен. Для балета был взят частный сюжет, действие которого разворачивается целиком в доме знатного римлянина Петрония.
Петроний, один из верхушки римского общества, пиры которого посещают поэты, философы, художники. Картины пиров позволяют балетмейстеру показать экзотические танцы, например Танец между мечей или «Танец семи покрывал».
Петроний заказывает свою статую скульптору Клавдию. Он так доволен работой, что дарит Клавдию свою рабыню Эвнику, не догадываясь о глубине любви, которую питает Эвника к своему хозяину. Эвника набрасывается на Клавдия с кинжалом, но его заслоняет своим телом другая рабыня Актея, влюблённая в Клавдия.
Эвнику приговаривают к изгнанию. Перед тем как покинуть дом она изливает свои чувства перед статуей Петрония. Хозяин случайно видит эту сцену, понимает свою ошибку и прощает Эвнику. Наступает счастливая развязка Эвника соединяется с Петронием, а Клавдий с Актеей.
Сюжет балета рассчитан на двух ведущих балерин. Две мужские партии имели преимущественно мимический характер.

## Хореография
Фокин хотел поставить танцы босиком. Однако дирекция театров не допустили такой вольности. Танцевали в трико с тонкой подошвой, но при этом нарисовали на нём пальцы ног и нанесли грим, например, нарумянили колени и пятки.
Фокин отказался от традиционных условных балетных мимических жестов. Однако и жесты, взятые из реальной жизни, не подходили для балетной сцены. В поисках новых жестов хореограф в значительной мере опирался на образцы изобразительного искусства. Впервые исполнители получали от хореографа полностью продуманную мимическую партию, до него хореографы обозначали только основные моменты, актёры заполняли промежутки по своему усмотрению. В балете в свойственной Фокину манере были детально продуманы все мизансцены. Каждый жест и поза актёров играли на общую картину, образуя непрерывный визуальный ряд.
Сцены римских пиров позволили поставить ряд оригинальных танцев, которые были слабо связаны с сюжетом, но существенно улучшали зрелищность.
Эвника исполняла танец между поставленными стоймя мечами. Фокина обвиняли в заимствовании идеи танца из балета «Дон Кихот», где уличная танцовщица танцует среди кинжалов, однако очевидно, что идея танца подсказана картиной известного художника-академиста Г. И. Семирадского «Танец среди мечей». Фокин, при его любви к изобразительному искусству не мог не знать этой картины. Кшесинская, славившаяся прямой спиной, блестящими прыжками и фуэте, вероятно испытывала дискомфорт впервые танцуя без пуант и корсета, в танце требовавшем особой гибкости. Отзывы критики об этом танце были сдержанными.
В Танце семи покрывал балерина последователь снимает с себя вуали, прикрывающие различные части тела. Идея танца вероятно подсказана вышедшей в конце XIX века во Франции и переведённой на русский книгой Пьера Луиса. Он публикует стихи «Песни Билитис» от имени вымышленной греческой поэтессы VI века до н. э. Билитис, которая подробно описывает подобный танец. Собственно по этой мистификации и поставлен номер. Чтобы балерина не смотрелась, как шар, покрывала прикрывали разные части тела, и танцовщица последовательно снимала каждую вуаль. Исполнение этого танца Анной Павловой вызвало восторженную реакцию критика Светлова. Во второй постановке балета, при смене исполнительниц танец сохранился за Павловой, теперь его танцевала не Актиния, а Эвника.
Оригинальным был танец юношей на бурдюках с вином. Артистам пришлось много репетировать, чтобы научиться держать равновесие.
В танец трёх египтянок Фокин впервые применил профильные позы и угловатые линии, известные из искусства древнего Египта. В этом примере особенно характерно стремление хореографа следовать за изобразительным искусством. Стремясь приблизиться к прошедшей эпохе, он трактует доступные изображения как реальные, не принимая во внимание всей условности изобразительных средств. Однако необычность постановки радовала зрителя.
Кордебалет исполнял танец-игру рабынь, перебрасывающихся венками.
В финальной пляске с факелами масса танцовщиц и танцовщиков большими прыжками носились по сцене, держа в руках факелы с настоящим огнём. Бутафор Мариинского театра смог изготовить состав, в котором горящие капли при падении тухли.

## Музыка
Автором музыки был начинающий композитор-самоучка А. В. Щербачев. Для него это был первый опыт и, в соответствии с традиционными требованиями, содержала множество вальсов. Музыка балета критиками считается неудачной. Не нравилась она и Фокину, но он принимал это как неизбежное следствие бедности постановки.

## Оформление
В первоначальной постановке использовались готовые декорации и костюмы. М. Фокин стремился к исторической достоверности. Он потом вспоминал, что перебрал с супругой Верой массу костюмов от спектаклей на античные темы. Костюмы для балетов совершенно не подходили, удалось выбрать что-то только из оперных спектаклей.
Для спектакля была изготовлена только статуя Петрония, для чего была взята готовая фигура и заменена на портретно достоверную голову. Для этого Павлу Гердту, исполнителю роли, пришлось сфотографироваться в гриме. Фокин вспоминал, что попросил сделать небольшие кудри спереди и бородку. Гердт возражал, он говорил, что римляне брились. Фокин тогда настоял на своём, но на спектакль Гердт вышел без бороды и на сцене гости восторгались портретным сходством бритого хозяина с бородатой статуей.
М. Фокин вдохновлялся образами изобразительного искусства. Тема Древнего Рима была разнообразно представлена в живописи, особенно академической. В соответствии с этими полотнами сцены были наполнены предметами интерьера, многие из которых обыгрывались в мизансценах.
Специальные декорации были и костюмы были изготовлены только в 1910 году при принятии спектакля в репертуар по эскизам штатного художника сцены Ореста Аллегри и начинающего художника Михаила Зандина. Оформление было неудачным и не способствовало успеху спектакля.